# Max Theiler
Max Theiler (30.1.1899 – 11.8.1972) là một nhà virus học người Mỹ gốc Nam Phi, đã đoạt giải Nobel Sinh lý và Y khoa năm 1951 cho việc triển khai thuốc tiêm ngừa chống bệnh sốt vàng.

## Cuộc đời và Sự nghiệp
Theiler sinh tại Pretoria, Nam Phi, là con của Arnold Theiler, một nhà vi khuẩn học thú y người Thụy Sĩ. Theiler theo học các trường Pretoria Boys High School, Rhodes University College, rồi trường Y học Đại học Cape Town và tốt nghiệp năm 1918. Ông rời Nam Phi sang học ở "Trường Y học bệnh viện thánh Thomas" (St Thomas's Hospital Medical School), King's College London và ở "Trường vệ sinh và Y học nhiệt đới London" (London School of Hygiene and Tropical Medicine). Năm 1922 ông đậu bằng Vệ sinh và Y học nhiệt đới và trở thành licentiate của Royal College of Physicians (Y sĩ đoàn Hoàng gia) London và là thành viên của Royal College of Surgeons of England. Theiler muốn theo đuổi sự nghiệp nghiên cứu, nên năm 1922 ông nhận một chức vụ ở Trường Y học nhiệt đới Đại học Harvard. Ông đã nghiên cứu bệnh kiết lỵ do vi trùng amíp gây ra và thử triển khai một vaccine từ rat-bite fever. Ông làm phụ tá cho Andrew Sellards và bắt đầu nghiên cứu bệnh sốt vàng. Năm 1926 Sellards và Theiler bác bỏ luận chứng của Hideyo Noguchi cho rằng bệnh sốt rét vàng do vi trùng Leptospira icteroides gây ra, và năm 1928, năm sau khi bệnh này cuối cùng được xác định là do một virus, họ chỉ ra rằng các virus ở châu Phi và Nam Mỹ là giống nhau về mặt miễn dịch học, sau khi Adrian Stokes đưa bệnh sốt rét vàng vào khỉ Rhesus từ Ấn Độ. Trong quá trình nghiên cứu này chính Theiler bị nhiễm bệnh sốt rét vàng, nhưng sống sót và gia tăng sự miễn dịch.
Năm 1930 Theiler tới làm việc ở Quỹ Rockefeller ở New York, nơi sau đó ông trở thành giám đốc Phòng thí nghiệm Virus cho tới khi nghỉ hưu.

## Nghiên cứu bệnh sốt vàng
Sau khi trải qua bệnh sốt rét vàng do các chuột trong phòng thí nghiệm lây sang, Theiler nhận ra rằng virus được làm cho yếu đi đã cho các con khỉ Rhesus được miễn dịch. Vì thế Theiler triển khai một loại vaccine chống bệnh này. Tuy nhiên, chỉ vào năm 1937, Theiler và bạn đồng nghiệp Hugh Smith mới công bố việc triển khai vaccine 17-D. Từ năm 1940 tới 1947 Quỹ Rockefeller đã sản xuất hơn 28 triệu liều vaccine này và cuối cùng bệnh sốt rét vàng đã kết liễu.

## Giải thưởng
Năm 1951 Theiler đoạt giải Nobel Sinh lý và Y khoa cho công trình nghiên cứu trên. Ngoài giải Nobel trên, Theiler cũng đoạt Huy chương Chalmers của Royal Society of Tropical Medicine and Hygiene năm 1939, Huy chương Flattery của Đại học Harvard năm 1945, và giải nghiên cứu Y học lâm sàng Lasker-DeBakey năm 1949.

#### Đời tư
Theiler kết hôn với Lillian Graham năm 1928. Họ có một con gái. Theiler từ trần ngày 11.8.1972 tại New Haven, Connecticut, Hoa Kỳ.

#### Tác phẩm
Max Theiler đã viết hoặc cùng viết 3 sách:
- Viral and Rickettsial Infections of Man (1948),
- 'Yellow Fever (1951)
- The Anthropod-Borne Viruses of Vertebrates: An Account of The Rockefeller Foundation Virus Program, 1951-1970, Max Theiler và W. G. Downs. (1973) Yale University Press. New Haven and London. ISBN 0-300-01508-9.

Ngoài ra ông còn viết nhiều bài khảo luận đăng trên The American Journal of Tropical Medicine và Annals of Tropical Medicine and Parasitology.